# Эроглу, Шереф
Шереф Эроглу (тур. Şeref Eroğlu, род. 25 ноября 1975, Кахраманмараш) — турецкий борец греко-римского стиля, чемпион и призёр чемпионатов Европы и мира, серебряный призёр летних Олимпийских игр 2004 года в Афинах, участник четырёх Олимпиад.

## Карьера
Выступал в легчайшей, лёгкой и полусредней весовых категориях. Бронзовый призёр Средиземноморских игр 1993 года в Лангедок-Руссильоне. Чемпион (1994, 1996, 1998, 2001—2003 годы) и серебряный призёр (1997) чемпионатов Европы. Чемпион (1997) и серебряный призёр (1998, 1999) чемпионатов мира.
На летних Олимпийских играх 1996 года в Атланте Эроглу занял 17-е место. На следующей Олимпиаде в Сиднее турок стал 10-м. На Олимпиаде 2004 года в Афинах Эроглу дошёл до финала, где проиграл азербайджанцу Фариду Мансурову и завоевал олимпийское серебро. На Олимпийских играх 2008 года в Пекине Эроглу занял 17-е место.